# ميخائيل وارد
ميخائيل وارد (بالإنجليزية: Michael Ward) هو ممثل بريطاني (وحمل سابقاً جنسية المملكة المتحدة لبريطانيا العظمى وأيرلندا)، ولد في 9 أبريل 1909 في المملكة المتحدة، وتوفي في 8 نوفمبر 1997 بلندن في المملكة المتحدة.

## أعمال

### أفلام
- (1964) الاستمرار في كليو

## وصلات خارجية
- ميخائيل وارد على موقع IMDb (الإنجليزية)
- ميخائيل وارد على موقع قاعدة بيانات الأفلام السويدية (السويدية)
- ميخائيل وارد على موقع قاعدة بيانات الفيلم (الإنجليزية)